# 동로마 기년법
로마력, 콘스탄티노폴리스의 창조기원, 세계기원(Ἔτη Γενέσεως Κόσμου κατὰ Ῥωμαίους, 또한 Ἔτος Κτίσεως Κόσμου 또는 Ἔτος Κόσμου, 줄여서 ε.Κ.; 고대 그리스어의 직역 우주창조로부터의 로마력)으로 불리는 동로마 기년법은 691년경부터 1728년까지 동방 정교회 세계총대주교청에서 사용한 기년법이었다. 동로마 기년법은 또한 988년부터 1453년까지 동로마 제국의 공식 기년법이었고, 988년부터 1700년까지 키예프 루스와 러시아의 기년법이었다. 이 기년법은 세르비아와 같은 비잔틴 연방의 다른 지역에도 사용되었고, 두샨 법전과 같은 오래된 세르비아 법률 문서에서도 발견되어 세르비아 기년법이라고도 불린다. 비잔틴은 역사 편찬의 용어이기 때문에, 원래 이름은 동로마 제국이 스스로를 계속 불렀던 것처럼 "로만"라는 형용사를 사용한다.
동로마 기년법은 해는 9월 1일에 시작되었고 햇수는 70인역 성경 버전에서 파생된 Anno Mundi 기원을 사용했다는 이외에는, 율리우스력에 기반을 두고 있다. 이것은 창조의 시기를 예수의 성육신보다 5509년 전으로 두었고, 이미 유대인들과 초기 기독교인들 사이에서 계산된 세계창조(라틴어: Annus Mundi 또는 Ab Origine Mundi— "AM")로부터 해를 계산하는 전통이었던 어떤 성향을 특징으로 지어진다. 추정된 창조연대를 표시하는 동로마 기년법의 첫 해는 기원전 5509년 9월 1일부터 기원전 5508년 8월 31일까지이다. 현재의 연도는 (AD 2025) 7533년(9월 1일 전은 7533년 ; 9월 1일 후는 7534년)이다.

## 같이 보기
- 창세기
- 창조연대
- 기년법